# 31 أكتوبر
- السبت
- الأحد
- الاثنين
- الثلاثاء
- الأربعاء
- الخميس
- الجمعة

- 275 ربيع الآخر 1447  هـ
- 286 ربيع الآخر 1447  هـ
- 297 ربيع الآخر 1447  هـ
- 308 ربيع الآخر 1447  هـ
- 19 ربيع الآخر 1447  هـ
- 210 ربيع الآخر 1447  هـ
- 311 ربيع الآخر 1447  هـ
- 412 ربيع الآخر 1447  هـ
- 513 ربيع الآخر 1447  هـ
- 614 ربيع الآخر 1447  هـ
- 715 ربيع الآخر 1447  هـ
- 816 ربيع الآخر 1447  هـ
- 917 ربيع الآخر 1447  هـ
- 1018 ربيع الآخر 1447  هـ
- 1119 ربيع الآخر 1447  هـ
- 1220 ربيع الآخر 1447  هـ
- 1321 ربيع الآخر 1447  هـ
- 1422 ربيع الآخر 1447  هـ
- 1523 ربيع الآخر 1447  هـ
- 1624 ربيع الآخر 1447  هـ
- 1725 ربيع الآخر 1447  هـ
- 1826 ربيع الآخر 1447  هـ
- 1927 ربيع الآخر 1447  هـ
- 2028 ربيع الآخر 1447  هـ
- 2129 ربيع الآخر 1447  هـ
- 2230 ربيع الآخر 1447  هـ
- 231 جمادى الأولى 1447  هـ
- 242 جمادى الأولى 1447  هـ
- 253 جمادى الأولى 1447  هـ
- 264 جمادى الأولى 1447  هـ
- 275 جمادى الأولى 1447  هـ
- 286 جمادى الأولى 1447  هـ
- 297 جمادى الأولى 1447  هـ
- 308 جمادى الأولى 1447  هـ
- 319 جمادى الأولى 1447  هـ

31 أكتوبر أو 31 تشرين الأوَّل أو يوم 31 \ 10 (اليوم الحادي والثلاثين من الشهر العاشر) هو اليوم الرابع بعد الثلاثمائة (304) من السنة، أو الخامس بعد الثلاثمائة (305) في السنوات الكبيسة، وفقًا للتقويم الميلادي الغربي (الغريغوري). يبقى بعده 61 يومًا على انتهاء السنة.

## أحداث
- 1517 - مارتن لوثر يعلق وثيقة مكونة من 95 أطروحة على باب كنيسة القلعة في فيتنبرغ وذلك أثناء الفترة التي عرفت باسم الإصلاح البروتستانتي.
- 1858 - أصدرت الملكة فكتوريا أمراً بنقل حكم الهند من يد شركة الهند الشرقية البريطانية إلى يد الحكومة البريطانية، وبذلك أصبحت الهند رسمياً ضمن مستعمرات التاج البريطاني.
- 1864 - نيفادا تصبح الولاية السادسة والثلاثين في الولايات المتحدة.
- 1917 - وقوع مدينة بئر السبع في فلسطين بيد قوات الحلفاء خلال الحرب العالمية الأولى.
- 1940 - الألمان يعلنون انتصارهم على المملكة المتحدة خلال الحرب العالمية الثانية.
- 1956 - فرنسا والمملكة المتحدة تبدأن حملة قصف على مصر لإرغامها على فتح قناة السويس، ومصر تقطع علاقاتها الدبلوماسية مع إنجلترا وفرنسا إثر العدوان الثلاثي، كما أعلنت إلغاء اتفاقية الجلاء الموقعة عام 1954.
- 1961 - نقل جثمان جوزيف ستالين المعروض أمام الجمهور من «مقبرة لينين» في الميدان الأحمر بموسكو إلى مقبرة قريبة وذلك بعد إدانته بإرتكاب جرائم وحشية.
- 1962 - صدور أول دستور في الجمهورية العربية اليمنية، وانتخاب عبد الله السلال رئيسًا للجمهورية.
- 1984 - اغتيال رئيسة وزراء الهند أنديرا غاندي.
- 1992 -
  - رفيق الحريري يتولى رئاسة وزراء لبنان للمرة الأولى.
  - الفاتيكان يتراجع عن موقفة بإدانة جاليليو جاليلي الذي أكد على دوران الأرض حول الشمس.
- 1999 - طائرة مصرية مسافرة من الولايات المتحدة إلى القاهرة تسقط قبالة شاطئ ولاية كونيتيكت.
- 2000 - تحطم طائرة الرحلة 006 التابعة لشركة الخطوط الجوية السنغافورية عند إقلاعها من تايبيه مما أسفر عن مقتل 83 شخصًا.[1]
- 2003 - رئيس وزراء ماليزيا مهاتير محمد يتخلى عن منصبه بعد 22 عامًا في الحكم.
- 2010 - مسلحون تابعون لتنظيم القاعدة في بلاد الرافدين يقتحمون كنيسة في بغداد ويقتلون 58 شخصًا في الحادثة المعروفة بمجزرة سيدة النجاة.
- 2011 -
  - دولة فلسطين تحصل على عضوية كاملة في منظمة اليونسكو بعد موافقة 107 دولة عضو ورفض 14 دولة وامتناع 52 دولة عن التصويت، والولايات المتحدة تقطع التمويل عن المنظمة إثر هذا القرار.
  - رئيس الجزائر عبد العزيز بوتفليقة يدشن مترو الجزائر.
- 2014 -
  - تحطم طائرة السياحة الفضائية سبيس شيب تو أثناء رحلة تجريببة مسببة وفاة أحد أعضاء الطاقم وجرح آخر.
  - الرئيس البوركيني بليز كومباوري يستقيل من منصبه بعد 27 عاما بسبب احتجاجات شعبية في البلاد، وقائد أركان الجيش يعقوب إسحٰق زيدا يعيّنُ رئيسا للبلاد بصفة مؤقتة.
- 2015 - الطائرة الروسية متروجت الرحلة 9268 تسقط في سيناء عندما كانت في طريقها إلى سان بطرسبرج، مما أسفر عن مقتل 224 شخصاً كانوا على متنها.
- 2016 - مجلس النواب اللبناني ينتخب رئيس التيار الوطني الحر وقائد الجيش الأسبق ميشال عون رئيسًا لِلُبنان بعد حوالي سنتين ونصف من الشُغُور الرئاسي.
- 2017 - مقتل 8 أشخاص وإصابة ما لا يقل عن 11 آخرين في هجوم دهس تبناه تنظيم الدولة الإسلامية وسط مانهاتن، بولاية نيويورك الأمريكية.
- 2018 -
  - الإفراج عن آسيا بيبي المحكوم عليها بالإعدام بتهمة التجديف في باكستان، وسط غضب كبير من الأحزاب الإسلامية.
  - إزاحة الستار عن تمثال الوحدة في الهند والذي يعد أطول تمثال في العالم بطول 182 متر.
- 2019 - اشتعال حريق بقطار في باكستان أثناء سيره يؤدي إلى وفاة 75 شخصًا وإصابة أكثر من 43 شخصًا.
- 2021 - إجراء الانتخابات العامة في اليابان لاختيار أعضاء مجلس النواب، وهي أول انتخابات عامة في عصر ريوا.

## مواليد
- 1345 - الملك فرناندو الأول، ملك مملكة البرتغال.
- 1632 - يوهانس فيرمير، رسام هولندي.
- 1795 - جون كيتس، شاعر إنجليزي.
- 1815 - كارل ويرستراس، عالم رياضيات ألماني.
- 1825 - شارل مارسيال لافيجري، كاردينال فرنسي.
- 1835 - أدولف فون باير، عالم كيمياء ألماني حاصل على جائزة نوبل في الكيمياء عام 1905.
- 1855 - جوزيف رايت، لغوي من المملكة المتحدة.
- 1870 - السير وليام جاكسون بوب كيميائي إنجليزي.
- 1920 - فريتز فالتر، لاعب كرة قدم ألماني.
- 1922 - نورودوم سيهانوك، ملك كمبوديا.
- 1925 - جون بوبل، عالم كيمياء إنجليزي حاصل على جائزة نوبل في الكيمياء عام 1998.
- 1926 - عميروش آيت حمودة، ثوري جزائري.
- 1929 - بود سبنسر، ممثل ومخرج ايطالي.
- 1932 - إييماسا كايومي، ممثل أداء صوتي ياباني.
- 1935 - محمد حسين طنطاوي، القائد العام السابق للقوات المسلحة المصرية.
- 1946 - نورمان لوفيت، ممثل إنجليزي.
- 1947 - هيرمان فان رومبوي، رئيس وزراء بلجيكا.
- 1950 - زها حديد، معمارية بريطانية / عراقية.
- 1959 - أحمد السيد النجار، اقتصادي مصري.
- 1963 - دونغا، لاعب ومدرب كرة قدم برازيلي.
- 1964 - ماركو فان باستن، لاعب ومدرب كرة قدم هولندي.
- 1971 - إيان والكر، لاعب كرة قدم إنجليزي.
- 1975 - فابيو سيليستيني، لاعب كرة قدم سويسري.
- 1976 -
  - غوتي، لاعب كرة قدم إسباني.
  - بايبر بيرابو، ممثلة أمريكية.
- 1978 - مارتن فيركيرك، لاعب كرة مضرب هولندي.
- 1979 -
  - سيماو سابروسا، لاعب كرة قدم برتغالي.
  - ريكاردو فولر، لاعب كرة قدم جامايكي.
- 1980 -
  - إدي كاي توماس، ممثل أمريكي.
  - مارسيل ميوفيس، لاعب كرة قدم هولندي.
- 1982 -
  - علي النمش، لاعب كرة قدم كويتي.
  - ميس حمدان، ممثلة ومغنية أردنية.
- 2000 - ويلو سميث، ممثلة أمريكية.

## وفيات
- 1448 - الإمبراطور يوحنا الثامن باليولوج، إمبراطور الإمبراطورية البيزنطية.
- 1723 - قزما الثالث، غراندوق توسكانا.
- 1732 - فيتوريو أميديو الثاني، ملك مملكة صقلية.
- 1962 - لويس ماسينيون، مستشرق فرنسي.
- 1973 - مالك بن نبي، كاتب ومفكر جزائري.
- 1984 - أنديرا غاندي، رئيسة وزراء الهند.
- 1986 - روبرت موليكن، عالم فيزياء وكيمياء أمريكي حاصل على جائزة نوبل في الكيمياء عام 1966.
- 1993 - فيديريكو فليني، مخرج سينمائي إيطالي.
- 2009 -
  - مصطفى محمود، مفكر وطبيب وكاتب وأديب مصري.
  - أمين هويدي، عسكري وسياسي مصري.
- 2011 -
  - فلوريان ألبرت، لاعب كرة قدم هنغاري.
- 2012 - عبد الرزاق الحمامي، مخرج تونسي.
- 2013 - فائز العراقي، شاعر عراقي.
- 2018 - حمدي قنديل، إعلامي مصري.
- 2020 - شون كونري، ممثل بريطاني.
- 2024 - مشعل القملاس، ممثل كويتي.

## أعياد ومناسبات
- يوم الهالووين.
- اليوم العالمي للمدن.

## وصلات خارجية
- وكالة الأنباء القطريَّة: حدث في مثل هذا اليوم.
- النيويورك تايمز: حدث في مثل هذا اليوم.
- BBC: حدث في مثل هذا اليوم.